# Birgitta Qvarsell
Birgitta Qvarsell, född 8 april 1939 i Stockholm, är en svensk pedagog och professor emerita i pedagogik vid Stockholms universitet.
Qvarsell blev filosofie doktor vid Stockholms universitet 1976 på avhandlingen Utvecklingspsykologi och pedagogik: begreppsdiskussioner och problemidentifieringar. Hon utnämndes i juni 1992 till ordinarie professor i pedagogik vid nämnda universitet.